# توقیعات کسری
توقیعات کسری‌ کتابی است ترجمهٔ جلال‌الدین محمد طباطبایی اصفهانی قهپائی زواره‌ای ملقب به میرزا جلاله.
این کتاب برگردان فارسی کتاب عربی دستورنامه کسری است. دستورنامه کسری خود ترجمه‌ای بوده‌است از زبان پارسی میانه به عربی.
این کتاب دربرگیرندهٔ ۱۷۲۳ پرسش و پاسخ در مورد کشورداری و لشکرداری و عادات و رسوم مردم است.
جلال‌الدین محمد طباطبایی در سال ۱۰۴۴ ق. به هند سفر کرد و وارد دربار شاهزاده مرادبخش (مرگ: ۱۰۷۲/۱۶۶۲) شد.
میرزا جلاله بعداً در دربار شاه‌جهان (۱۰۳۷ تا ۶۸ ق.) به سمت تاریخ‌نگار مشغول به کار شد.
میرزا جلاله در دربار مرادبخش کتاب دستورنامه کسری را از عربی به فارسی درآورد. 
یکی از دست‌نوشته‌ای این کتاب مربوط به ۱۱۳۹ قمری است.
توقیع به معنی امضا کردن نامه و فرمان، و نشان کردن برنامه و منشور است و نیز پاسخهایی است که بزرگان و دولتمردان، زیر پرسش‌ها و درخواستهای کتبی که از ایشان می‌شود می‌نویسند توقیع‌نویسی از دیرباز بین حکام و فرمانروایان رواج داشته‌است.